# نيكولا باي
نيكولا باي (بالفرنسية: Nicolas Bay)‏ هو سياسي فرنسي، ولد في 21 ديسمبر 1977 في سن جرمن آن له في فرنسا. حزبياً، نشط في الجبهة الوطنية. وقد انتخب عضو في البرلمان الأوروبي عن دائرة شمال غرب فرنسا ‏ لترشحه ضمن قائمة الجبهة الوطنية، وقد انضم خلال فترته النيابية (15 يونيو 2015 – ) للكتلة البرلمانية أوروبا الأمم والحرية ‏ وفي انتخابات البرلمان الأوروبي 2014، انتخب عضو في البرلمان الأوروبي عن دائرة شمال غرب فرنسا ‏ لترشحه ضمن قائمة الجبهة الوطنية، وقد انضم خلال فترته النيابية (1 يوليو 2014 – 14 يونيو 2015) للكتلة البرلمانية غير مرتبطين وانتخب عضو مجلس جهوي.

## وصلات خارجية
- الموقع الرسمي